# Чернов Леонід Кіндратович
Леоні́д Кіндра́тович Черно́в (справжнє прізвище Малошийченко) (* 15 січня 1899, Олександрія, Херсонська губернія —†23 січня 1933, Харків) — український поет, прозаїк, драматург, перекладач, кінооператор доби розстріляного відродження. Член літературної групи «Авангард».

## Життєпис
Леонід Малошийченко народився в місті Олександрія, нині Кіровоградської області. Навчався в міській чоловічій гімназії. Під час навчання до нього прийшов перший літературний успіх, пов'язаний з виданням ілюстрованого сатиричного журналу «Рогатка». Саме через нього він змушений був залишити навчання, яке продовжив у Кишиневі. Середню освіту здобув у Кишинівській гімназії у Молдові.
За словами письменника, 1917—1922 роки — «Весь наступний період — це безперервні стрибки факультетами і драматичними трупами».
У 1917 році вступив на математичний факультет Одеського університету, восени 1918 року перебрався до Катеринослава на медичний факультет; поруч знаходився театр, в трупі якого він брав участь, а в антрактах писав гуморески в «Віче», вивчав Брема та історію мистецтв, писав сороміцькі вірші, організовував драматичні гуртки.
Також навчався на юридичному і математичному факультетах Київського університету. Працював актором, організатором театру, кінооператором, дипломатом, журналістом.
1922 року разом з Юрієм Філянським і Олександром Горським заснував власний театр — українське мистецьке об'єднання «Махудрам» (Майстерня художньої драми).
Потім подорожував по Далекому Сходу і Сибіру, 1924 року здійснив подорож до Індії, де захворів в бенгальських джунглях туберкульозом, який змусив його повернутися в Одесу. З 1926 року жив у Харкові.
Леонід Чернов належав до літературної організації «Авангард», друкувався також у журналах «Літературний ярмарок» і «Пролітфронт».
Помер у розпал Голодомору, в Харкові. На похороні були присутні Максим Рильський та Юрій Смолич.
Хоча Леонід Чернов помер власною смертю, але посмертно він був засуджений як «націоналіст», його твори було заборонено.

## Родина
Перша дружина — Вікторія Білаківська, художниця, родом з Олександрії.

## Творчість

Леонід Чернов. 1927 р.

В Одесі Леонід Чернов зблизився з місцевими футуристами, прихильниками журналу «Юголеф», друкував уривки зі своєї кінопоеми, а в журналі «Шквал» — дорожні замальовки «Через тропіки під радянським прапором». У державному видавництві вийшла його перша книга українською мовою «Літак». Першу книгу віршів «Профспілка божевільних» (рос. Профсоюз сумасшедших), написаних у 1921—1923 роки, Леонід Чернов видав російською мовою у грудні 1923 у місті Владивосток на Далекому Сході, де прожив рік. Побував у Москві, де познайомився з імажиністамі.
У Владивостоку Леонід Чернов організовував літературні концерти, пробував свої сили в малій прозі, а також в кіно, співпрацював з газетами «Червоний Прапор» і «Червона Зірка», а на сторінках журналу «Приморский огонëк» відбувся дебют Чернова-прозаїка.
У 1925 році він приїхав в Ленінград, де планував читати свої «поезолекції» про сучасні течіях. Так було заявлено у виданні «Малої антології імажиністів», куди входить ім'я поета. Книга так і не вийшла. І тільки в 1997 році був виданий том «Поети-імажиністи» в серії «Бібліотека поета».
Другою книгою прози стала «Подорожні нариси. 125 днів у тропіках», видана 1928 року.
Брав участь у діяльності літературної групи «Нова генерація», організацією літераторів об'єднання українського «лівого фронту» мистецтв, організованої поетом Михайлем Семенком, а потім входив до харківської літературного гурту «Авангард», очолювану критиком і поетом Валер'яном Поліщуком.

### Твори
Був автором подорожніх нарисів «125 день під тропіками» (1928), збірок нарисів і оповідань «Сонце під веслами» (1929), «Станція Знам'янка» (1930), «Людина з іншої планети» (1931), гумористичних оповідань «Чудаки прикрашають світ» (1929), «Пригоди професора Вокса на острові Ціпаго» (1931), «Подарунок молодим кінематографістам» (1930) тощо. Написав поему «Фронт» (1931). Посмертно вийшла друком збірка поезій «На розі бур» (1933).

## Пам'ять

Меморіальна дошка Леоніду Чернову в Олександрії

У травні 2010 року в Олександрії було встановлено меморіальну дошку Леоніду Чернову на будівлі Олександрійського аграрного технікуму, колишньої Олександрійської чоловічої гімназії.
У травні 2016 в Олександрії на честь Леоніда Чернова було названо вулицю у Чотирнадцятому мікрорайоні.